# România liberă
România liberă (" litt. Free Romania ' ") est un quotidien roumain fondé en 1943 et actuellement basé à Bucarest. Un journal du même nom a également existé entre 1877 et 1888 ,.
Le nom România liberă a été utilisé pour la première fois par un quotidien axé sur la politique publié entre le 15 mai 1877  (un jour après que la Roumanie a déclaré son indépendance de l'Empire ottoman ) et le 13 avril 1888, puis par un quotidien avec une publication quelque peu erratique entre 1915-1920.
La série actuelle de România liberă a commencé le 28 janvier 1943, pendant la Seconde Guerre mondiale, en tant que journal illégal de l' Union des patriotes, une organisation de façade du Parti communiste. Pendant la guerre, il s'est opposé au gouvernement allié nazi d'Ion Antonescu, lançant des appels au sabotage de l'industrie de guerre et à la résistance armée ouverte. Bien qu'après 1947, tous les journaux aient été contrôlés par le Parti communiste, il a été décrit comme le quotidien le moins idéologique de l'ère de Nicolae Ceaușescu. C'était également le seul journal roumain autorisé à publier des sections publicitaires d'une page entière.
En 1988, quatre journalistes de România liberă, Petre Mihai Băcanu, Anton Uncu, Mihai Creanga et Alexandru Chivoiu, ont tenté de publier un journal clandestin appelé Romania dans lequel ils critiquaient le dirigeant roumain Nicolae Ceaușescu et la censure de la presse, exigeant la liberté de la presse et la démocratie. Les quatre journalistes ont été arrêtés par la Securitate, la police secrète du régime communiste, et jetés en prison. Ils sont libérés le 22 décembre par les révolutionnaires qui ont renversé Ceausescu. Ils sont retournés à România liberă et ont transformé le journal en une voix de l'opposition au communisme.
Bien que Ceaușescu ait été tué en décembre 1989, le pouvoir en Roumanie a été pris principalement par d'anciens membres du Parti communiste, notamment Ion Iliescu. Le journal România liberă est devenu la voix la plus critique contre Iliescu et son gouvernement. Le journal a promu les valeurs conservatrices, la démocratie et a soutenu que la Roumanie devrait rejoindre l'OTAN et l'Union européenne. Ils ont également beaucoup écrit sur les abus de la Securitate pendant le règne du Parti communiste.
En 1990, le tirage de România liberă a atteint 1,5 million d'exemplaires . Cependant, ces chiffres ont chuté dix ans plus tard et, en 2000, le journal a été acheté par la société allemande WAZ. Faisant écho aux plaintes des journalistes du quotidien rival Evenimentul Zilei, qui appartenait au groupe de presse suisse Ringier, les journalistes de România liberă se sont plaints en septembre 2004 que les propriétaires étrangers leur disaient de réduire la couverture politique et d'atténuer leurs reportages négatifs sur le gouvernement. Leur préoccupation a été reprise par une variété d'organisations, y compris les Open Society Foundations . La direction de Paper a nié les accusations.
Dans le cas de România liberă, cette protestation a pris la forme d'une déclaration dans l'édition du 13 septembre 2004, dans laquelle les rédacteurs du journal protestaient contre l'ingérence de WAZ. Ils accusèrent leur propriétaire allemand de ne pas se soucier de l'intérêt public, et ont notamment accusé Klaus Overbeck d'essayer de leur dicter ce qu'ils pouvaient imprimer dans le journal. Au moment de l'achat, WAZ avait promis de se limiter au côté commercial du journal et de rester en dehors des questions éditoriales  .
Le journal a publié le New York Times International Weekly le vendredi pendant une certaine période à partir de 2009. Ce supplément de huit pages présentait une sélection d'articles en anglais du New York Times.
En 2010, WAZ a quitté le marché roumain et ses actions à România liberă, laissant l'homme d'affaires Dan Adamescu comme actionnaire unique de Medien Holding Group.
En 2016, le journal est repris par Rareș Bogdan.